# 王重农
王重农（1939年7月—），男，山东淄博人，中华人民共和国政治人物，曾任中共湖北省委常委、宣传部部长，湖北省政协副主席。